# Purpur
Purpur er et farvestof med en lilla farve. Det bliver udvundet af flere snegle, der fælles benævnes purpursnegle med de latinske navne Nucella lapillus, Hexaplex trunculus, Bolinus brandaris og Stramonita haemastoma. De enkelte arter og farvemetoden giver forskellige kulører fra violet til blåviolet. Det kemiske navn er 6,6'-dibromindigo med molekyleformlen: C16H8Br2N2O2. Farveforskellen fra indigo skyldes, at de to bromatomer påvirker krystalstrukturen, så de enkelte molekyler kommer tættere på hinanden. I tynd opløsning er purpur blåt. Et enkelt gram purpur koster omkring 25.000 kroner.
Det er beregnet, at ca. 250.000 purpursnegle gik til for at producere omkring 30 gram (1 ounce). 
Fønikerne (af græsk: Foinos) er opkaldt efter deres handel med purpur. Fønikerne udnyttede "purpursneglen" fra omkring 1200 f.Kr.
Højtstående romerske embedsmænd, og fribårne romerske drenge kunne bære en purpurkantet toga, en toga praetexta. En toga farvet over det hele, toga picta, som også kunne være dekoreret med broderier, kunne bæres ved en triumf. Purpur blev af romerne efterhånden reserveret for de højeste klasser i samfundet, senatorer og kejseren. Bar nogen uberettiget purpur, kunne de straffes. Børn født i kejserens familie kunne i den sene antik om tales som purpurfødt (Porphyrogenitos) som angivelse af den kejserlige byrd. 
Den katolske kirke overtog anvendelsen af purpur. Kardinaler bar oprindelig purpur, der dog senere blev til en rød klædedragt, hvor purpur så blev båret af biskopper.
Meget fornemme og kostbare dokumenter kunne skrives på purpurfarvet pergament. Den vestgotiske biskop Wulfilas bibeloversættelse findes i en udgave på purpurfarvet pergament, skrevet med sølvbogstaver, Codex Argenteus. Purpurfarven er i dag afbleget til en brunlig nuance. 
Purpur blev fra 1800-tallet erstattet af kunstige farvestoffer, der havde en meget mindre pris.
Farven purpur kan være svær at gengive korrekt på en computerskærm. Farven findes ikke som en kulør i farvespektret, men dækker det imaginære spring mellem rødt og violet, der befinder sig i hver sin ende af spektret. Farven er heller ikke præcist defineret, den opfattes forskelligt alt efter hvilket sprog, der benyttes. 
Purpur (farve web)
Thyrensk purpur